# 秋天棕鱸
秋天棕鱸，為輻鰭魚綱鱸形目鱸亞目棕鱸科的其中一種，分布於印度西孟加拉邦Singimari河流域，為熱帶淡水魚類，體長可達3.6公分，棲息在沙底質、水質混濁的底中層水域，生活習性不明。

## 擴展閱讀
維基物種上的相關：秋天棕鱸